# میروسلاو بلاژویچ
میروسلاو بلاژویچ (به کروات: Miroslav Blažević) معروف به چیرو (۱۰ فوریهٔ ۱۹۳۵ – ۸ فوریهٔ ۲۰۲۳) مربی فوتبال کروات-بوسنیایی و بازیکن فوتبال اهل یوگسلاوی بود که مهمترین موفقیت وی در عرصه مربی‌گری کسب مقام سوم جام جهانی فوتبال ۱۹۹۸ با تیم ملی فوتبال کرواسی است. وی پیشینه مربیگری در تیم‌های ملی سوئیس، ایران و بوسنی و هرزگوین را نیز دارد.

## زندگینامه
میروسلاو بلاژویچ در یک خانواده بوسنیایی-کروات در شهر تراونیک زاده شد. او بازی فوتبال را از ۱۹ سالگی آغاز و نزدیک به ۱۵ سال در رده اول فوتبال کشورش بازی کرد. با وجود بازی در تیم‌های سرشناس بعدها خودش را بازیکنی متوسط توصیف کرد.
بلاژویچ در ۳۳ سالگی برای نخستین بار سرمربیگری را با تیم ویوی یوگسلاوی آغاز کرد و این کار را در بسیاری از تیم‌های باشگاهی و ملی تا سال ۲۰۱۵ ادامه داد.

## پیوند با فوتبال ایران
او نخستین‌بار در جریان بازی دوستانه ایران-کرواسی چند هفته پیش از جام جهانی ۱۹۹۸ با فوتبال ایران آشنا شد. پس از برد کرواسی، بلاژویچ گفت اگر یوگسلاوی در بازی مقابل ایران پیروز شود، حاضر است یک توپ فوتبال را ببلعد. پس از باخت ایران به یوگسلاوی، بلاژویچ گفت که این حرف را به کنایه  برای قدرت تیم ملی فوتبال ایران گفته است  .
تا پیش از سرمربی‌گری بلاژویچ بیشتر اعضای تیم ملی فوتبال ایران از تیم‌های استقلال و پرسپولیس بودند. اما او از بازیکنان دیگر تیم‌های باشگاهی دعوت کرد.
تیم ملی فوتبال ایران با بلاژویچ نتوانست به جام جهانی ۲۰۰۲ راه یابد و در مرحله پلی‌آف در مقابل تیم ملی فوتبال ایرلند، متوقف شد. باوجود این ناکامی، فدراسیون فوتبال وقت ایران همچنان خواستار ادامه همکاری با بلاژویچ بود. اما وی نپذیرفت و از هدایت تیم ملی ایران کنار کشید. پس از فدراسیون فوتبال ایران با برانکو ایوانکوویچ، دستیار بلاژویچ، وارد گفتگو شد. میروسلاو بلاژویچ پس از ده سال به ایران بازگشت و سرمربی مس کرمان شد. چیرو همچنین از ایران به عنوان وطن دوم خود یاد می‌کرد. او گفته بود مایل بود مربیگری خود را در ایران به پایان برساند.

## آمار مربی‌گری

### آمار باشگاه
تا تاریخ ۴ سپتامبر ۲۰۱۷
| تیم                                       | دوران تصدی*                               | بازی | برد | مساوی | باخت | %   |
| ----------------------------------------- | ----------------------------------------- | ---- | --- | ----- | ---- | --- |
| ووی یونایتد                               | ژوئن ۱۹۶۸ – Jul 1971                      | ۸۱   | ۴۴  | ۱۴    | ۲۳   | ۰۵۴ |
| سیون                                      | سپتامبر ۱۹۷۱ – Jul 1976                   | ۱۶۴  | ۶۳  | ۴۹    | ۵۲   | ۰۳۸ |
| لوزان-اسپورت                              | نوامبر ۱۹۷۶ – مه ۱۹۷۹                     | ۱۱۰  | ۵۰  | ۲۲    | ۳۸   | ۰۴۵ |
| رییکا                                     | ژوئن ۱۹۷۹ – دسامبر ۱۹۸۰                   | ۵۹   | ۲۱  | ۱۶    | ۲۲   | ۰۳۶ |
| دینامو زاگرب                              | دسامبر ۱۹۸۰ – ژوئن ۱۹۸۳                   | ۹۸   | ۵۲  | ۲۹    | ۱۷   | ۰۵۳ |
| گراس‌هاپر زوریخ                            | Jul 1983 – ژوئن ۱۹۸۵                      | ۶۸   | ۳۲  | ۱۷    | ۱۹   | ۰۴۷ |
| پریستینا                                  | ۱۹۸۵                                      |      |     |       |      |     |
| دینامو زاگرب                              | Jul 1986 – Jul 1988                       | ۱۰۹  | ۴۳  | ۳۷    | ۲۹   | ۰۳۹ |
| نانت                                      | Jul 1988 – فوریه ۱۹۹۱                     | ۱۰۸  | ۳۹  | ۳۷    | ۳۲   | ۰۳۶ |
| پائوک                                     | سپتامبر ۱۹۹۱ – مارس ۱۹۹۲                  | ۲۵   | ۱۱  | ۱۰    | ۴    | ۰۴۴ |
| دینامو زاگرب                              | Jul 1992 – ژوئن ۱۹۹۴                      | ۹۶   | ۶۱  | ۱۹    | ۱۶   | ۰۶۴ |
| اوسیک                                     | مارس ۲۰۰۲ – مه ۲۰۰۲                       | ۹    | ۵   | ۲     | ۲    | ۰۵۶ |
| دینامو زاگرب                              | مه ۲۰۰۲ – ژوئن ۲۰۰۳                       | ۳۹   | ۲۹  | ۳     | ۷    | ۰۷۴ |
| مورا                                      | Juk 2003 – سپتامبر ۲۰۰۳                   | ۸    | ۳   | ۱     | ۴    | ۰۳۸ |
| واراژدین                                  | سپتامبر ۲۰۰۳ – مه ۲۰۰۵                    | ۶۷   | ۲۶  | ۱۳    | ۲۸   | ۰۳۹ |
| هایدوک اسپلیت                             | مه ۲۰۰۳ – سپتامبر ۲۰۰۵                    | ۱۱   | ۴   | ۲     | ۵    | ۰۳۶ |
| نوشاتل زاماکس                             | سپتامبر ۲۰۰۵ – ژوئن ۲۰۰۶                  | ۳۶   | ۹   | ۶     | ۲۱   | ۰۲۵ |
| زاگرب                                     | Jul 2006 – ژوئن ۲۰۰۸                      | ۷۸   | ۳۴  | ۱۷    | ۲۷   | ۰۴۴ |
| شانگهای گرینلند شنهوآ                     | دسامبر ۲۰۰۹ – دسامبر ۲۰۱۰                 | ۲۷   | ۱۱  | ۷     | ۹    | ۰۴۱ |
| مس کرمان                                  | اوت ۲۰۱۱ – فوریه ۲۰۱۲                     | ۳    | ۳   | ۰     | ۰    | ۱۰۰ |
| زاگرب                                     | نوامبر ۲۰۱۲ – ژوئن ۲۰۱۳                   | ۱۹   | ۵   | ۳     | ۱۱   | ۰۲۶ |
| اسلوبودا توزلا                            | ژانویه ۲۰۱۴ – ژوئن ۲۰۱۴                   | ۱۵   | ۱۳  | ۱     | ۱    | ۰۸۷ |
| زادار                                     | ژانویه ۲۰۱۴ – ژوئن ۲۰۱۴                   | ۱۴   | ۴   | ۲     | ۸    | ۰۲۹ |
| مجموع\| style="text-align:center" \|۱٬۲۴۴ | مجموع\| style="text-align:center" \|۱٬۲۴۴ | ۵۶۲  | ۳۰۷ | ۳۷۵   | ۰۴۵  |     |

### آمار تیم ملی
| تیم             | دوران تصدی*               | بازی | برد | مساوی | باخت | برد%  | امتیاز در هر بازی | افتخارات                                                |
| --------------- | ------------------------- | ---- | --- | ----- | ---- | ----- | ----------------- | ------------------------------------------------------- |
| سوئیس           | سپتامبر ۱۹۷۶ - اکتبر ۱۹۷۶ | ۲    | ۰   | ۰     | ۲    | ۰٫۰۰  | ۰٫۰۰              |                                                         |
| کرواسی          | مارس ۱۹۹۴ - اکتبر ۲۰۰۰    | ۷۳   | ۳۶  | ۲۲    | ۱۵   | ۴۹٫۳۱ | ۱٫۷۸              | یورو ۱۹۹۶ – یک چهارم پایانی جام جهانی ۱۹۹۸ – جایگاه سوم |
| ایران           | آوریل ۲۰۰۱ - نوامبر ۲۰۰۱  | ۱۹   | ۱۰  | ۴     | ۵    | ۵۳    | ۱٫۷۸              |                                                         |
| بوسنی و هرزگوین | اوت ۲۰۰۸ - دسامبر ۲۰۰۹    | ۱۷   | ۸   | ۲     | ۷    | ۴۷٫۰۵ | ۱٫۵۲              |                                                         |
| زیر ۲۳ سال چین  | نوامبر ۲۰۱۰ - اوت ۲۰۱۱    | ۵    | ۲   | ۱     | ۲    | ۵۰٫۰۰ | ۱٫۵۰              |                                                         |
| مجموع           | مجموع                     | ۱۰۸  | ۵۵  | ۲۸    | ۲۸   | ۵۰    | ۱٫۷۵              |                                                         |

*تاریخ بازی‌های اول و آخر تحت هدایت بلاژویچ. نه تاریخ قرارهای رسمی